# 전국의사총연합
전국의사총연합(全國醫師總聯合, National Union of Korean Medical Doctors)은 2009년 8월 25일 설립된 단체이다. 줄여서 '전의총'이라고 부른다. 보수정당인 자유선진당과 정책연대를 맺었었으며,  대한의사협회 수뇌부와, 이명박 정권 하의 보건복지가족부가 추진하는 정책에 반대 성향을 가진 사람들이 중심이 되어 만들어졌다. 개원의가 회원의 주축을 이루고 있다.

## 탄생
전의총은 2009년에 노환규가 창립한 단체로, 역시 노환규가 운영하는 의사커뮤니티 닥플닷컴내에서 심평원의 실사권한 제한을 위한 서명운동과 소송운동으로 시작하였고, 8월부터 회원가입을 받게되었다.

## 특징
2009년, 전국의사총연합은 대학교수가 주도하는 대한의사협회가 개원의들의 이익을 제대로 대변하지 못한다는 불만이 쌓이면서 결성되었다. 2012년 기준으로, 의사 6천여명으로 구성되어 있으며, 주 구성원의 연령대는 30~50대이다. 전의총은 "의사야 말로 어떠한 제약도 없이 의료의 중심이 되어야 한다"고 주장하고 있다. 이를 위해서 구체적으로는 요양기관 당연지정제 폐지, 의약분업 선택적 시행, 의료기관 영리화, 의료수가 현실화등을 주장하고 있으며, 약사회, 참의료실천연합등과 갈등을 빚고 있다.

정치적으로, 광우병을 보도한 MBC PD수첩의 담당 PD들이 무죄판결을 받은 것에 대한 항의 성명서를 발표하였으며, 진보성향을 가진 박원순 서울시장의 아들 박주신씨 MRI에 대한 잘못된 의혹제기등으로 정치적 편향성에 문제가 제기된 바 있다. 보수정당인 자유선진당과 정책연대를 맺고 있으며, 전의총의 홈페이지에서는 자유선진당 홈페이지를 주요 링크로 표기해두고 있다.

## 논란과 해명

### 의료민영화 추진 의혹
전의총의 실행목표 중 의료기관 당연지정제 폐지와 의료기관 영리화는 결국 의료민영화를 의미한다는 의혹을 받고 있다. 전의총은 요양기관 당연지정제도 폐지하고 의료기관을 영리화하며, 의료수가를 현실화(인상)할 것을 주장하고 있다. 한편 전의총은 의료민영화가 "의사에게 도움이 되는지 그렇지 않은가에 대하여 결론이 도출되어야" 할 텐데 아직 의사들한테 이익이 될지 연구중이므로 입장을 정리하지 못하고 있다고 밝힌 바 있다. 예전에 정관에 의료민영화를 추진한다는 내용이 있었던 것은 사실이지만, 이는 건강보험의 고질적인 저수가가 개선될 기미가 없어 생존 전략으로 표명한 것일 뿐, 반드시 의료민영화가 이루어져야 한다는 입장은 아니었다고 한다. 현재는 삭제된 상태.

### 후원금 강요에 대한 논란
전의총은 자체연구소 설립과 관련해 불법 리베이트에 연루된 한미약품에 후원금을 요청해 논란이 되었다. 이에 대하여 일각에서는 의사단체가 우월적 지위를 이용해 제약사의 후원을 강요한 것 아니냐는 지적이 있었고, 전의총 대표는 전의총의 힘만으로 필요한 기금을 모으기 힘들다는 판단이 있어, 제약사들이 의료계에 기여할 수 있는 방법을 찾고 있어 기회를 주기로 했다고 밝혔다.

### 달걀 투척 사건
2011년 12월 10일, 대한의사협회 임시대의원총회에서 전의총은 경만호 대한의사협회 회장에게 계란과 액젓을 투척하고 발길질 등으로 폭행한 것으로 노환규 대표를 비롯한 일부 전의총 회원들은 폭행, 기물파손, 업무방해등의 혐의로 고소된 바 있다. 이에 대하여 전의총은 사건이 발생하기 전 의사협회의 고문이 여성회원의 뺨을 서너차례 가격하였으며, 전의총의 계란투척만 언급하는 것은 부당하다고 주장하였다. 2012년 1월 26일, 전의총 대표는 이 사건에 대해 사과입장을 밝혔으나, 자신의 행동을 회원들의 분노의 표현이었다고 규정하였으며, 경만호 회장에 대한 사과의 내용은 없었다. 2012년 3월 5일, 의협 중앙윤리위원회는 계란투척 및 폭력사태등으로 노환규씨의 회원권리를 2년간 정지한다는 판단을 내리고, 27일 공문으로 발송하였다.. 이에 대하여 노환규는 "본인의 의사협회장 취임을 막아야만하는 의도가 있을 것이라는 확신이 들 수 밖에 없다. 만약 이 같은 논란이 잘 넘어간다면 오히려 그들에게 부메랑이 될 것"이라고 선언하였다. 그러나 4월 1일, 노환규는 경만호 전회장과 4월 1일 비공식적으로 만나서, 노환규씨는 경만호씨에 대한 고소를 취하하고 경만호씨는 노환규씨에 대한 윤리위 제소를 취소하겠다는 내용을 포함하여 상호 합의를 이루었다. 그러나 합의문은 공개하지 않기로 하였고, 다른 합의내용에 대해서는 일절 함구했다.

### 도가니법 반대

#### 환자단체와의 갈등
도가니법에 의해서 의사, 한의사, 간호사등 의료인은 성범죄 확정판정을 받을경우, 10년간 의료기관 개설 및 취업을 할 수 없게 되었다. 전의총은 도가니법을 시행할 경우, 진료를 거부하겠다고 선언하고 대통령에게 거부권을 행사할 것을 촉구하였다. 이에 대하여 환자연합회에서는 환자인권에 대한 의식수준이 낮고 의사에 의한 성추행 및 성범죄가 늘어나는 현실에서, 자정노력없이 처벌이 가혹하다는 불평만 하고 있다고 주장하고 있다. 또, 한의사 단체인 참실련 역시, 도가니법과 관련해서 전의총이 자신들의 불편을 이유로 환자를 외면하는 행위라고 비판하였다. 전의총에서 도가니법을 반대하는 이유는, 의사에게 억울하게 성추행 혐의를 뒤집어씌우고 합의금을 뜯어내는 일이 생길 수 있기 때문이다.

#### 욕설 후원
아동청소년 성보호법 개정안을 발의한 민주통합당 최영희 의원에게, 18원을 후원하면서 '수취인 통장 표시내용'란에 각종 욕설을 기입하였다. 이들은 '의사는 분노한다', '모르면 공부하자, 한심한 국회의원'등의 짦은 메시지를 전달하였으며, 청년의사신문은 전의총 관계자로부터 최 의원에게 18원을 후원한 입금내역, 이른 바 '인증 샷'을 입수하였다. 전의총 관계자에 따르면 닥플에 관련 자료를 수집한다는 게시글을 올리자 이들이 통장 복사본을 공개하였으며, 주도자 없이 자발적으로 이루어졌다고 밝혔다. 한편, 경만호의협회장은 '닥플회원들의 활동으로 합리적인 의사조정을 통해 해결방안을 찾으려는 노력이 무위로 돌아갈 위기에 처해있다'는 입장을 전달, 후원관련 게시물 삭제를 요청하였으나 거부당하였다.

### 언론조작 논란
2012년 의사협회장선거를 앞두고, 전의총과 전의총이 운영하는 인터넷 매체 및 전의총 대표가 운영하는 매체인 《닥터플라자》등은 선거법 위반과 편파보도, 음해성 의혹제기등으로 논란을 일으켰다. 의사협회장 선거에 출마한 한 후보 측은 전의총 등에 강경대응하겠다고 밝혔으며 의사협회 선거관리위원회는 전의총이 운영하는 매체에 주의 조치했다. 이에 대하여 전의총은 해당 기사는 기자가 취재를 바탕으로 회사의 논조를 따라 썼을뿐이며, 전의총과 직접적인 관련없다고 해명하였다.

### 박원순 서울시장 아들 병역비리관련 잘못된 의혹 제기
전의총은 2012년 2월 21일 강용석 의원이 제시한 박원순 서울시장 아들 MRI사진에 대하여 보도자료를 통해 "20대의 사진이 아니므로, 박원순 서울시장 아들의 MRI사진도 아니다"라고 소견을 냈지만, 다음날인 2월 22일 연세대학교 의료원 세브란스병원의 진단결과 박원순 서울시장 아들의 MRI사진이 맞다는 결론이 내려졌다. 특히 전의총은 MRI사진을 근거로 환자의 체형과 진단명 뿐만 아니라, 자세한 증상과 나이 및 생활패턴까지 언급하였으나, 재검을 실시한 세브란스 병원의 정형외과 과장은 영상사진과 환자증상은 서로 일치하지 않는다며 그러한 진술을 일축하였다. 이 사건에 대해 참의료실천연합회는 전국의사총연합이 의료의 공공성과 국민의 건강보다는 의사들의 이익만을 우선시했다고 밝혔다. 한편 전의총에서는 공식블로그를 통해, 성형외과의사의 집을 압수수색한 결과 20억의 현금이 발견되었다는 기사를 전의총 기사가 대체했다는 점을 지적하며, 전의총의 파급력을 확인하였다는 측면에서 의미를 부여하였다.

### 음란 문자 협박 사건
전의총 회원들은 노환규 회장을 징계하려 한 의사협회 박호진 윤리위원장에게 협박과 욕설 뿐만 아니라 그 부인에게도 음란 문자와 음성메시지를 보내어 고소 고발되었다. 고소 고발 대상은 문자와 음성 메시지 7건, 닥플 게시판에 올라간 악성글 14건 등이다. 박위원장은 '부모와 자식까지 거론하는 것을 보고 마음을 고쳐 먹었다, 전체를 다 뒤져 발본색원할 것'이라고 덧붙였다.

### 문자 및 전화 협박사건
지난 6월, KBS심야토론에 패널로 참석해서 포괄수가제를 옹호하는 발언을 한 경실련 보건의료위원장 신현호 변호사와 심사평가원 김선민 심평원 상임위원, 보건복지부 박민수 과장등은 전의총 소속 의사들의 문자협박에 시달렸다. 특히 신변호사는 "의사 연봉 3000만원이면 급여수가의 원가보전률이 100%를 넘는다."는 의사 연봉이 3000만원이면 된다는 듯한 발언을 해 토론회 이후 20여명의 의사에게서 '밤길조심해라', '뒤통수 조심해라', '치매환자', '치료 받을 데가 없을 거다'등의 문자와 협박전화를 수백통 받았다. 이에 신변호사가 고소하자 몇몇 의사들은 반성문을 보내 선처를 요구하였다. 그외에 박민수 과장을 협박한 의사 8명은 종로경찰서에서, 김선민 위원을 고발한 의사는 서초경찰서에서 수사를 맡았다. 이에 대하여 전의총은 박민수 과장과 김선민 위원을 맞고소하고, 김선민 의원의 공식사퇴를 촉구하였다. 또 박과장으로부터 고소당한 전의총 회원들의 형사소송 대리인 위임계약을 맺은 상태이다.

### 악플러행위
국민건강보험공단(이사장 김종대)는 진료비 포괄수과제 시행을 전후해 온라인 포털사이트 등에서 공단과 공단직원을 상대로 상습적으로 욕설과 비방, 허위사실등을 유포한 악플 네티즌을 검찰에 고발한다고 밝혔다. 공단 관계자는 '의협 또는 전의총 소속으로 추정되는 네티즌들이 공단직원이 게재한 홍보내용에 무차별적 비방과 욕설, 직원 신상털기, 협박을 자행하였다'며, '한 여직원은 불면증과 구토에 시달리고 있다'고 밝혔다. 이에 대하여 전의총에서는 공단 직원들 또한 의사들을 모욕하였다며 맞고소를 진행하기로 하였다http://www.mdtoday.co.kr/mdtoday/index.html?no=199713.